# Viking Cinderella
MS Viking Cinderella — круизный 12-палубный пассажирский и автомобильный паром финского судоходного концерна Viking Line. Совершает регулярные рейсы по маршруту Стокгольм-Мариехамн, также Стокгольм-Рига и Стокгольм-Таллин в летние месяцы.
Является единственным паромом под шведским флагом в составе флота Viking Line.

## Строительство
Судно было построено в 1989 году на верфи Wartsila в Турку, Финляндия для компании SF Line в составе концерна Viking Line и первоначально называлось Cinderella. Паром был задуман как флагман пассажирского флота компании, его внутренняя планировка принципиально повторяла планировку парома Mariella, но размеры судна и его вместимость были больше. Стоимость строительства составила 850 миллионов шведских крон.
В 1988—1989 гг. SF Line намеревалась построить судно-близнец Сinderella на хорватской верфи Brodosplit. Впоследствии от этих планов было решено отказаться по причине загруженности верфи.

## Эксплуатация
Первоначально Cinderella эксплуатировалась в качестве третьего судна на маршруте Хельсинки-Стокгольм.

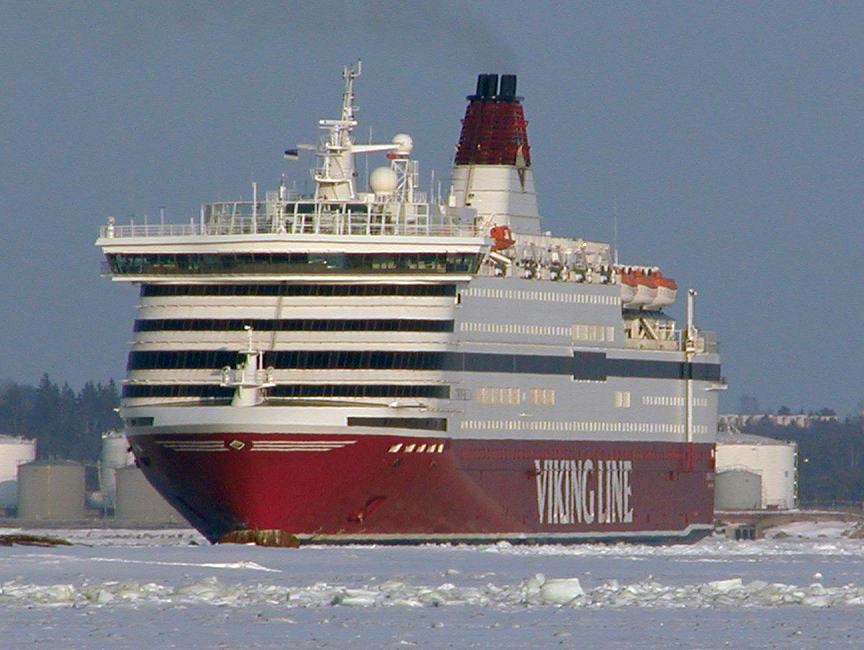
MS Cinderella in earlier livery. Notice that there is no multi-deck panoramic window on the port side of the vessel.

В 1993 паром Cinderella заменил судно Olympia на маршруте Хельсинки-Стокгольм, оставшись на маршруте в паре с паромом Mariella.
Осенью 1994 г. паром был переведен на маршруты из Хельсинки в Таллинн. Летом 1995 г. и 1996 г. Cinderella эксплуатировалась на маршруте Турку-Мариехамн-Стокгольм. Также летом 2002 г. и 2003 г. Cinderella совершала круизы из Хельсинки в Ригу в дополнение к обычным 20-ти часовым круизам в Таллин.
Осенью 2003 г. на заводе в Наатали паром подвергся значительной перестройке, был перекрашен в белый цвет и переименован в Viking Cinderella. Также судно получило шведский флаг и было переведено на маршрут Стокгольм-Мариехамн. Смена названия была продиктована фактом того, что корабль Cinderella уже числился в шведском реестре судов.
В 2003 году шведскими морскими властями паром Viking Cinderella был объявлен самым экологически чистым кораблем такого размера в мире. С 2004 года, паром Viking Cinderella начал совершать круизы в Ригу (через Мариехамн, чтобы сохранить право беспошлинной торговли на борту).

## Интересные факты
Почти все суда компании Viking Line (кроме новейших Viking XPRS и Viking Grace) названы женскими именами с окончанием -ella: Gabriella, Mariella, Amorella, Rosella, Cinderella. Такая традиция была установлена в честь жены создателя компании, которую звали Ellen, что в уменьшительно-ласкательном варианте звучит как Ella.